# Лесневен
Лесневен (фр. Lesneven) — коммуна на северо-западе Франции, находится в регионе Бретань, департамент Финистер, округ Брест, центр одноименного кантона. Расположена в 28 км к северо-востоку от Бреста, в 11 км от национальной автомагистрали N12.
Население (2019) — 7 322 человека. 

## История
Лесневен основан в V-VI веках переселенцами с Британских островов и своим названием (Les-an-Even, что означает «двор Эвана») обязан местному лидеру того времени. Около 1111 года герцог Бретани Ален IV приказал построить здесь церковь Нотр-Дам, приход входил в состав епархии Леона. В Раннем Средневековье Лесневен был военной столицей графов Леон: здесь были построены замок и резиденция шателена, размещался суд графства. В 1216 году герцог Пьер I отобрал Лесневен у графов Леон и сделал его своим владением. 
Во время войны за бретонское наследство Лесневен контролировали сторонники Карла де Блуа в противовес Бресту, удерживаемому Жаном IV де Монфор. Город неоднократно переходил от французов к англичанам, сторонникам графа Монфора, и обратно. Окончательно англичане покинули Лесневен только в 1397 году. После окончания войны город утерял важное стратегическое значение.

## Достопримечательности
- Церковь Святого Михаила XVIII века в стиле Ренессанса
- Часовня Святого Мавеса XVIII века в стиле неоготика
- Средневековые дома в центре города
- Бывший монастырь урсулинок, в настоящее время — музей Леона
- Памятник генералу Адольфу Ле Фло, уроженцу города

## Экономика
Структура занятости населения:
- сельское хозяйство — 1,0 %
- промышленность — 3,2 %
- строительство — 4,9 %
- торговля, транспорт и сфера услуг — 40,6 %
- государственные и муниципальные службы — 50,3 %

Уровень безработицы (2018) — 12,5 % (Франция в целом —  13,4 %, департамент Финистер — 12,1 %). 

Среднегодовой доход на 1 человека, евро (2018) — 21 060 (Франция в целом — 21 730, департамент Финистер — 21 970).

## Демография
Динамика численности населения, чел.

## Администрация
Пост мэра Лесневена с 2014 года занимает Клоди Балькон (Claudie Balcon).  На муниципальных выборах 2020 года возглавляемый ею левый список победил в 1-м туре, получив 66,42 % голосов.
| Период | Период | Фамилия        | Партия                             | Примечания                  |
| ------ | ------ | -------------- | ---------------------------------- | --------------------------- |
| 1977   | 1983   | Жан Бурж       | Объединение в поддержку Республики |                             |
| 1983   | 1989   | Ив Ле Ир       | Союз за французскую демократию     | страховой агент             |
| 1989   | 1995   | Жан Булик      | Разные правые                      | учитель естественных наук   |
| 1995   | 2001   | Проспер Келлек | Разные левые                       | учитель истории и географии |
| 2001   | 2014   | Жан-Ив Ле Гоф  | Союз за народное движение          | врач-педиатр                |
| 2014   |        | Клодин Балькон | Разные левые                       | служащая                    |

## Города-побратимы
- Бад-Хайльбрунн, Германия
- Пуэнтес-де-Гарсия-Родригес, Испания
- Кежмарок, Словения
- Кармартен, Уэльс

## Знаменитые уроженцы
- Адольф Ле Фло (1804-1887), военный деятель, политик и дипломат, посол в Франции в России в 1848-1849 и 1871-1879 гг.
- Шарль Хюнтцигер (1880-1941), военачальник, один из активных деятелей режима Виши
- Огюст Ле Бретон (1913-1999), писатель, автор гангстерских романов

## Галерея

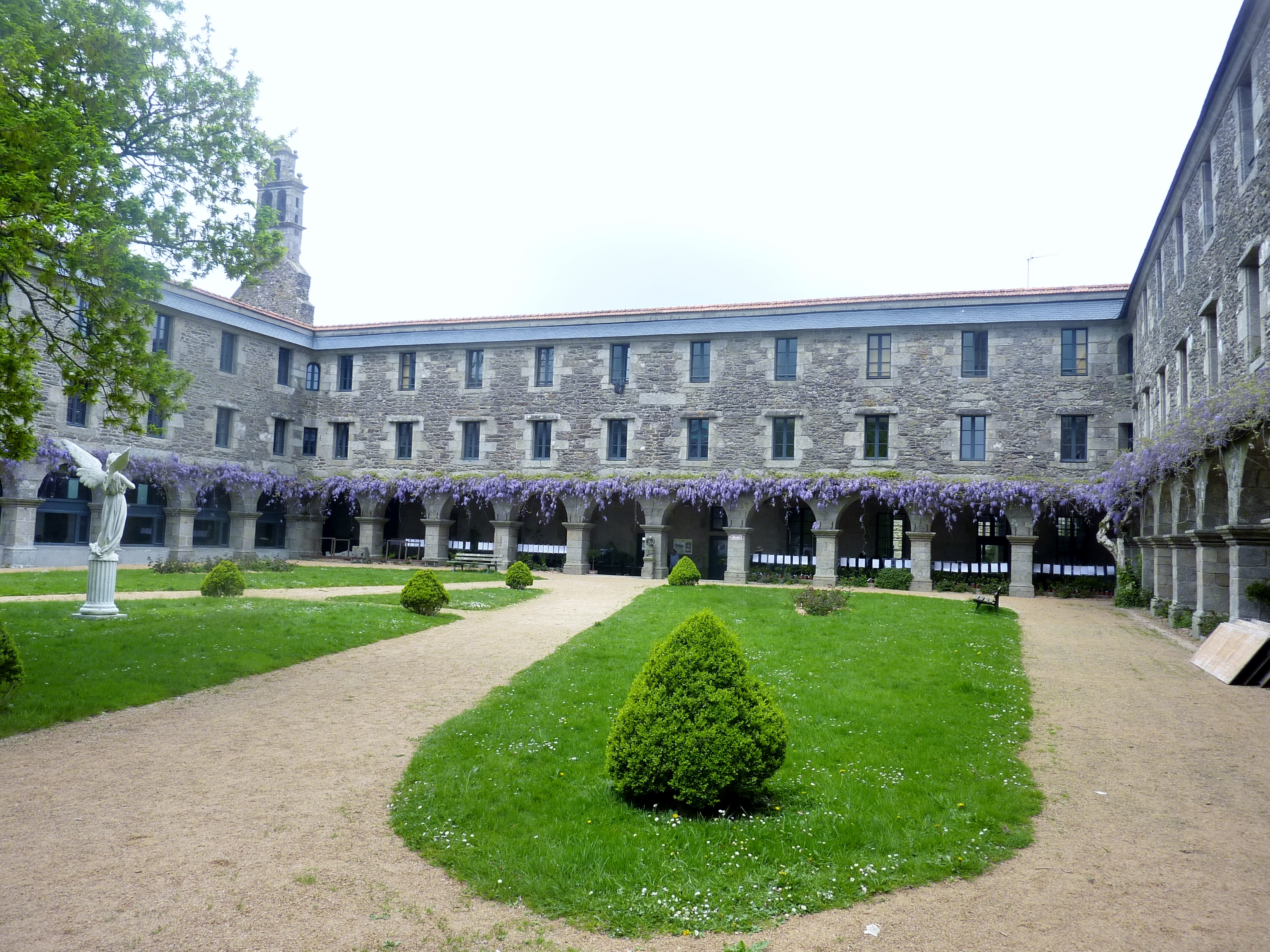
Бывший монастырь урсулинок
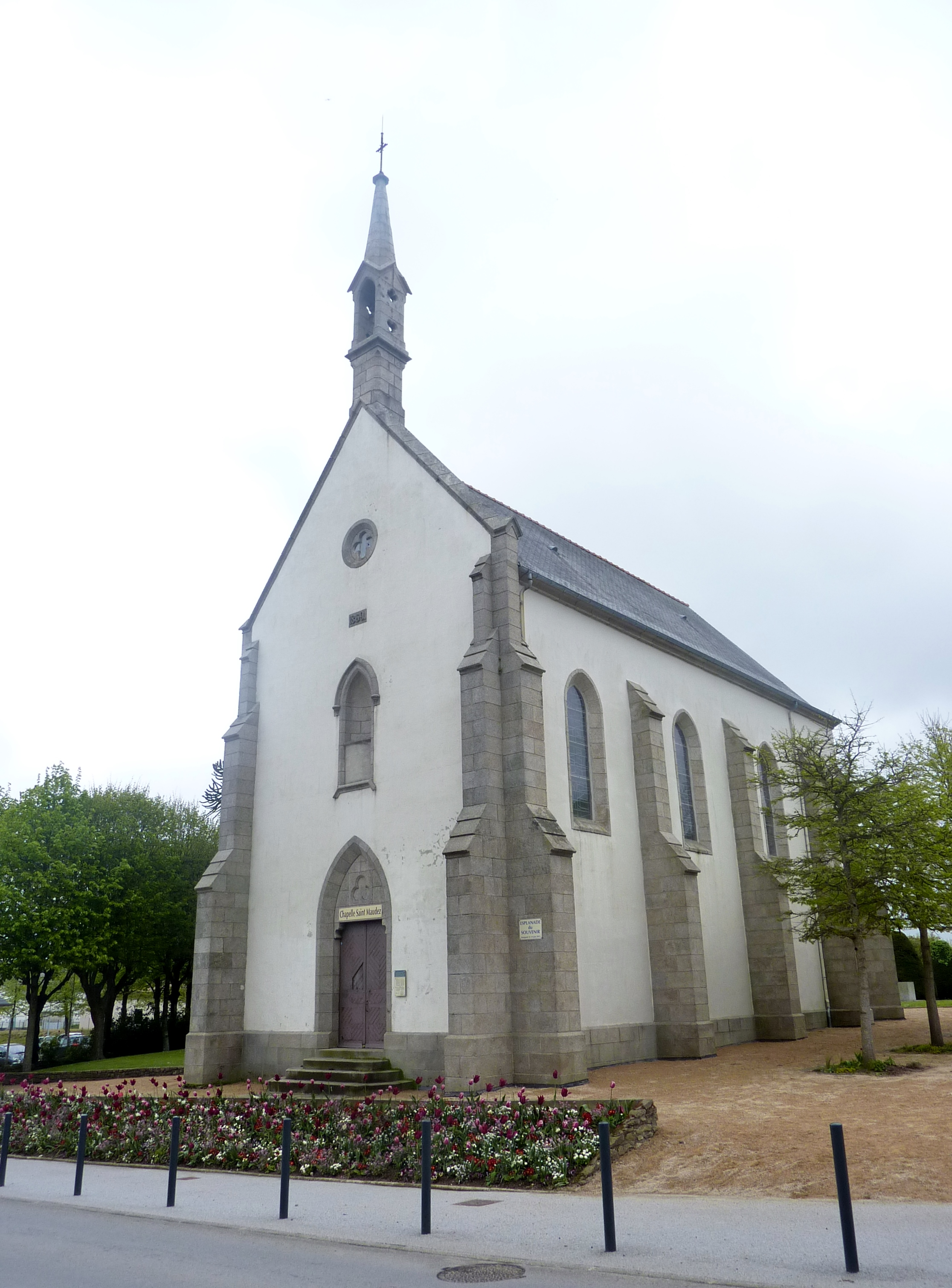
Часовня Святого Мавеса